# Thalia Charalambous
Thalia Charalambous (griechisch Θάλεια Χαραλάμπους, * 26. August 1989) ist eine zyprische Leichtathletin, die im Mittel- und Langstreckenlauf an den Start geht.

## Sportliche Laufbahn
Erste internationale Erfahrungen sammelte Thalia Charalambous bei den Halbmarathon-Weltmeisterschaften 2020 in Gdynia, bei denen sie nach 1:14:40 h auf den 75. Platz im Einzelrennen gelangte und damit einen neuen zyprischen Landesrekord aufstellte. 2022 gewann sie bei den Balkan-Meisterschaften in Craiova in 16:27,44 min die Bronzemedaille im 5000-Meter-Lauf hinter der Albanerin Luiza Gega und Yayla Günen aus der Türkei. Daraufhin startete sie über diese Distanz bei den Mittelmeerspielen in Oran, musste dort aber ihr Rennen vorzeitig beenden.
In den Jahren 2020 und 2022 wurde Charalambous zyprische Meisterin im 5000-Meter-Lauf.

## Persönliche Bestleistungen
- 3000 Meter: 9:42,40 min, 23. März 2022 in Kapstadt
- 5000 Meter: 16:17,13 min, 4. Juni 2022 in Montesson
- 5-km-Straßenlauf: 16:08 min, 3. Oktober 2021 in Wien (nationale Bestleistung)
- Halbmarathon: 1:14:40 h, 17. Oktober 2020 in Gdynia (zyprischer Rekord)